# Cinaloa
Cinaloa (Sinaloa) /dolazi od sina, vrsta pitahaje, kaktusovog voća, i lobala, okrugli predmet; =okrugla pitahaja/, pleme Cahita Indijanaca, šire grupe Taracahitian nastanjeno nekada na gornjim tokovima Río Fuerte u meksičkim državama Sinaloa (na sjeveru) i Sonori (na jugoistoku). 
Hervas (Cat. Leng., i, 322, 1800) ih identificira s plemenom Yaqui, dok ih Ribas jasno razlikuje kao posebno pleme s izvora Rio del Fuerte. Njihovo ime koristi se i kao sinonim za Cahita Indijance.
Cinaloe su 1645. opisani kao pleme s 1.000 ratnika. Njihov govor je bio veoma blizaj jeziku tehueco.
Cinaloe ili Sinaloe po kojima je imenovana istoimena država srodni su plemenima Zuaque, Ahome, Tehueco i drugima protiv kojih kapetan Diego de Hurdaide (baskijskog porijekla), nakon što je utemeljio San Felipe y Santiago (današnji Sinaloa) pokreće vojni pohod, nakon čega će uslijediti ustanak Acaxeeja 1601. Godine 1616 u Meksiko dolazi talijanski svećenik Pedro Juan Castini, koji će od 1617. pa do 1641. raditi na pokrštavanju plemena Sinaloa, Zoe, Huite i Chinipa. Brojno stanje iznosilo je oko 20,000 zajedno s ostalim Cahita-plemenima. Apsorbirala su ih druga jača plemena.

## Vanjske poveznice
- Growth and flourishing of jesuit missions and military garrisons in Sonora  Arhivirana inačica izvorne stranice od 24. lipnja 2007. (Wayback Machine)